# Work Gallery
Die Work Gallery war eine auf Fotografie spezialisierte Galerie in Zürich. Sie wurde 1978 von Philippe Vogt und Annemarie Vogt eröffnet und bestand bis 1984. In jenem Jahr übernahm Vogt die auf Grossformat-Kameras spezialisierte Firma Arca Swiss.
Zum Zeitpunkt der Gründung der Work-Gallery war umstritten, ob Fotografie überhaupt als Kunst gelten könne. Das Ehepaar Vogt zeigte nicht nur historische Werke wie jenes von August Sander oder Jakob Tuggener, sondern auch Arbeiten von renommierten zeitgenössischen Kunstschaffenden wie Duane Michals und Bernd und Hilla Becher. 
Neben den Ausstellungen organisierten die beiden Galeristen Workshops mit Fotokünstlerinnen und -künstlern. 

## Ausgestellte Fotografinnen und Fotografen
- Lewis Baltz
- Edouard Boubat (1979)
- Paul Caponigro  (1981)
- Mario Cresci (1979)
- Larry Fink
- Joan Fontcuberta (1980)
- Lee Friedlander (1980)
- Peter Walther Gartmann (1981)
- Mario Giacomelli
- Ricardo Gomez Perez (1979)
- André Gelpke (1980)
- Andreas Greber (1983)
- Yvonne Griss (1981)
- Yves Humbert (1979)
- Hugo Jaeggi (1981)
- Arno Jansen (1980)
- Rudolf Lichtsteiner (1981)
- Duane Michals (1981)
- Andreas Müller-Pohle (1979)
- Muriel Olesen und Gérald Minkoff (1981)
- Olivia Parker (1980)
- August Sander (1980)
- Michael Schmidt
- Al Souza (1981)
- Sepp Thiele (1979)
- Jakob Tuggener (1980)
- Christian Vogt (1982)
- Giorgio von Arb 1981
- Verena von Gagern (1978)
- Edward Weston (1981)